# Guy Nantel
 (février 2020).
Si vous disposez d'ouvrages ou d'articles de référence ou si vous connaissez des sites web de qualité traitant du thème abordé ici, merci de compléter l'article en donnant les références utiles à sa vérifiabilité et en les liant à la section « Notes et références ».
Guy Nantel, né le 20 septembre 1968 à Montréal, est un humoriste québécois. Humoriste politique, social et engagé, il donne régulièrement dans la provocation particulièrement en ce qui concerne les sujets politiques. Il fait carrière depuis 1988 au Québec et joue sporadiquement en France et au Canada français. Il est connu pour réaliser des vox pop humoristiques qui ont obtenu à ce jour plus de 15 millions de visionnements combinés.

## Biographie
Guy Nantel est né dans le nord de Montréal. Il est le dernier d'une famille de 5 enfants,. Durant son enfance, son père, alors chauffeur de taxi,, tente sa chance à la collaboration de textes humoristiques dans des émissions de télé et de radio durant les années 1960 et 70 (Les Couche-tard, Le Festival de l'humour) mais sans trop de résultats. C'est toutefois la bougie d'allumage de la future carrière de son fils, qui lit secrètement les textes de son père et s'imagine lui aussi scripteur pour des humoristes.
Guy Nantel développe un goût pour la scène, alors qu'il entre au Cégep de Saint-Laurent, et se joint à la troupe de théâtre locale. C'est le coup de foudre. En 1988, il se présente aux auditions des Lundis Juste pour rire au Club soda. Bien que non choisi, il s'acharne à apprendre le métier, en jouant bénévolement les vendredis soirs dans un petit bar de la rue Saint-Denis, le Salon des Cent. Il se promet qu'un jour il présentera ses monologues de l'autre côté de la rue, au Théâtre Saint-Denis.
En 1988, il crée sa propre émission de télévision sur une chaîne communautaire : L'humour en coulisses. Il écrit et joue des sketches, les coréalise, interviewe les humoristes vedettes, organise la logistique des tournages : bref, il fait tout et apprend son métier en accéléré. Quelques mois plus tard, il entend parler de la création d'une toute nouvelle école pour les humoristes. Il s'y inscrit, mais n'y est pas accepté d'emblée. Le départ d'un étudiant ouvre une place à Nantel, qui termine son stage en 1989, diplôme en main,.
À sa sortie de l'école, il fonde le quatuor humoristique Césars et ces salades (sic), en compagnie de trois autres finissants. Nantel écrit la majorité des textes et trouve un producteur majeur qui présentera le premier et dernier spectacle du groupe, disparu en 1991.
Entre 1991 et 1993, Guy Nantel fait le tour des bars du Québec en solo et donne des spectacles, dans des conditions souvent minables.
En 1993-94, il participe à La Course destination monde à la Télévision de Radio-Canada. Nantel remporte cette compétition de réalisation de documentaires tournés à travers le monde,. Cela change radicalement sa carrière. Il y obtient plusieurs prix, en plus de se voir offrir des emplois, notamment à l'Office national du film et à Radio-Canada. Guy Nantel accepte de réaliser deux films, mais écrit, simultanément, son premier spectacle humoristique solo, qu'il produit en compagnie de sa sœur et d'un ami.
Ce spectacle donne une grande visibilité à Nantel : il passe à la télévision puis est invité à faire des spectacles corporatifs, lui permettant de gagner sa vie convenablement. Malgré les moyens limités de la production, les critiques sont élogieuses. Même Claude Meunier, l'humoriste phare des années 1990, parle de Guy Nantel comme d'un des artistes les plus originaux de sa génération. À cette époque, le grand patron du Festival juste pour rire, Gilbert Rozon, entend parler de Guy Nantel et décide de se rendre au théâtre Gesù pour assister à son spectacle, puis l'invite à participer aux Galas Juste pour rire, au Théâtre Saint-Denis. Nantel y décroche le prix de la révélation de l'année.
L'organisme Juste pour rire décide ensuite de produire le second spectacle de Nantel ; Les vraies affaires. Ce spectacle remporte lui aussi un grand succès. Durant plus de deux ans, Nantel fait le tour des grandes salles québécoises. Au même moment, Télé-Québec lui offre un contrat à l'émission Il va y avoir du sport : Nantel doit y présenter un monologue, chaque semaine, sur deux sujets sociaux. C'est un succès, tant pour la carrière de l'humoriste que pour les cotes d'écoute de l'émission. Il s'attaque à divers sujets sociaux et politiques : la tragédie du 11 septembre, les accommodements raisonnables, la rectitude politique, la guerre, le suicide, la pédophilie, les Jeux olympiques pour handicapés, etc. Pour Nantel, aucun sujet n'est tabou et c'est justement là qu'il forge sa réputation particulière, qui est de porter un regard drôle sur des sujets sensibles.
En 2006, le Festival juste pour rire décide de présenter à Nantes (France) des galas hors du Québec, pour la toute première fois. Durant 3 ans, Nantel anime ces galas, en compagnie d'humoristes vedettes du Québec, qui y débarquent pour une dizaine de jours.
En 2008, le Festival Juste pour rire offre à l'humoriste l'occasion d'animer son propre gala. Guy Nantel choisit pour thème le bilan de l'actualité des derniers mois.
L'année 2010 marque le lancement du troisième spectacle solo de l'artiste La réforme Nantel, mis en scène par Denise Filiatrault. Bien que ces deux artistes fréquentent des univers assez différents, leur union porte ses fruits. La critique reçoit ce spectacle de façon élogieuse. La réforme remporte un billet d'or ainsi que le Félix du meilleur spectacle d'humour,, tout en étant mis en nomination à quatre reprises au Gala des Oliviers.
En 2016, un numéro devant être présenté par Nantel et Mike Ward est retiré de la programmation du Gala Les Olivier sous la recommandation des avocats de la chaine Radio-Canada parce que le gala est présenté en direct et que les deux humoristes représentent un trop grand risque. Les deux humoristes boycottent alors le gala et la communauté humoristique leur témoignent une marque de solidarité en portant un masque marqué d’un X rouge pour dénoncer la censure. L’année suivante, Nantel sera impliqué dans une véritable tempête médiatique alors qu’il présente un numéro controversé sur le thème des agressions sexuelles durant le mouvement #MeToo. L’artiste reçoit des menaces de mort et un homme est arrêté et incarcéré durant quatre mois. Alors qu’il présente la première de son nouveau spectacle à la Place-des-Arts, pas moins de 70 policiers anti-émeutes sont placés à l’intérieur et à l’extérieur du théâtre[réf. nécessaire]. Dix ans plus tôt, son numéro sur les accommodements religieux est récupéré par le Front National en France qui détourne le sens des blagues de l’humoriste et interprète ses propos au premier degré dans un but politique. Nantel oblige le parti à retirer son numéro de sa page et à se rétracter[réf. nécessaire].
En 2020, il est candidat à la chefferie du Parti québécois. Il termine en 3e place sur les 4 candidats, avec 21,55 % du vote des membres, et Paul St-Pierre Plamondon est élu chef du parti.
Le lancement de son sixième spectacle solo, Si je vous ai bien compris, vous êtes en train de dire..., a lieu le 25 octobre 2022 au théâtre Maisonneuve de Montréal. Certains des thèmes abordés dans le spectacle sont l'environnement, la pandémie, et sa course à la chefferie du Parti Québécois qu’il a perdue en 2020.

## Carrière

### Spectacles
- 1995-1997 : Par la porte d'en arrière
- 2004-2007 : Les vraies affaires
- 2010-2011 : La réforme Nantel
- 2013-2016 : Corrompu
- 2017-2021 : Nos droits et libertés
- 2022-2025 : Si je vous ai bien compris, vous êtes en train de dire...

### Participation à des galas d'humour
- Animateur des galas Juste pour rire (2008, 2009, 2010, 2011, 2015, 2016)
- Animateur des galas Juste pour rire à Nantes en France (2006, 2007, 2008)
- Invité aux galas Juste pour rire (1997, 1998, 2003 à 2011, 2013 à 2016)
- Invité au gala Juste pour rire avec Québec (2011)
- Invité aux Parlementeries (2008)[1]
- Invité aux galas du Grand rire de Québec (2001, 2002, 2003, 2007)

### Essayiste
- 2017 : Je me souviens...de rien
- 2021 : Le livre offensant

### Réalisateur
- 1993-1994 : 22 reportages à travers le monde diffusés à la Télévision de Radio-Canada
- 1995 : Les folles aventures de Max La Barouette[11]
- 1996 : DaShan, une histoire d'humour[12]
- 1996 : Référendum, prise 2[13]

### Télévision (principales collaborations)
- 1990-1991 : 100 Limite (TQS)
- 1993-1994 : La Course destination monde (SRC)
- 1996-2001 : Piment fort (TVA)
- 2003-2004 : Merci, bonsoir! (TVA)
- 2006-2008 : Il va y avoir du sport (T-Qc.)
- 2010-2011 : Ça finit bien la semaine (TVA)
- 2020-2021 : Infoman (SRC)
- 2022-2023 : Le monde à l'envers (TVA)

### Webséries
- 2015 : Deux autres bières
- 2021 : Faut en parler

### Radio
- 2007-2008 :  Collaborateur occasionnel à l'émission Christiane Charette (SRC)
- 2008-2009 :  Collaborateur à l'émission Juste pour le fun à CKOI-FM
- 2015-2016 :  Collaborateur à l'émission Le Québec maintenant 98,5-FM
- 2022-2023 :  Collaborateur à l'émission Sophie Durocher à Qub radio
- 2024 : Animateur du retour à la maison à Qub radio

### Collaborations aux textes
- Jean-Michel Anctil
- François Morency
- Claudine Mercier
- Les Grandes Gueules
- Lévesque et Turcotte
- Julie Caron
- Laurent Paquin
- Les Denis Drolet
- Mike Ward
- Jean-Claude Gélinas
- Eddy King
- Jean-François Mercier

## Prix et trophées
- Prix de la meilleure émission de divertissement remis par l'association des cablo-distributeurs au Canada (1989)
- Grand gagnant de la Course destination monde (1994)
- Prix du public La Presse (1994)
- Prix ouverture sur le monde (1994)
- Prix du CRDI (1994)
- Révélation du Festival Juste Pour Rire (1997)
- Prix Gémeaux pour le film Référendum, Prise 2 (1997)
- Félix du meilleur spectacle d'humour (2010)
- 11 nominations aux Galas des Oliviers entre 2005 et 2018 (Meilleurs textes, Spectacle d’humour de l’année, DVD de l’année)

## Autres réalisations
- Guy Nantel a tourné et voyagé à travers les cinq continents dans plus de 50 pays[2],[1].
- Il a été le porte-parole de l'organisme Terre sans frontières de 2011 à 2016.
- Il serait membre de Mensa[réf. nécessaire].
- Pendant sept ans, il a représenté l'Union des artistes (UDA) dans la négociation de la toute première convention collective entre l'UDA et l'ADISQ : il a ainsi contribué à l'avancement de la cause des artistes québécois notamment au niveau des cachets.
- Il a fait de l'accompagnement à l'unité des soins palliatifs de l'Hôpital Notre-Dame de Montréal (CHUM) durant deux ans.
- Il est un joueur de hockey, a couru le Marathon de Montréal en 2006 et pratique le karaté ainsi que l'aïkido (ceinture noire deuxième dan)[1].